# Aziatische linsangs
De Aziatische linsangs (Prionodon) zijn een geslacht van zoogdieren, het is het enige geslacht uit de  familie van Prionodontidae. De wetenschappelijke naam van het geslacht werd in 1822 gepubliceerd door Thomas Horsfield. De familie is een zustertaxon van de katachtigen (Felidae).

## Soorten
Er worden 2 soorten in dit geslacht geplaatst:
- Prionodon linsang (Hardwicke, 1821) - Gestreepte linsang
- Prionodon pardicolor Hodgson, 1841 - Gevlekte linsang